# Liste der Kulturdenkmäler in Neichen
In der Liste der Kulturdenkmäler in Neichen sind alle Kulturdenkmäler der rheinland-pfälzischen Ortsgemeinde Neichen aufgeführt. Grundlage ist die Denkmalliste des Landes Rheinland-Pfalz (Stand: 17. Juli 2023).

## Einzeldenkmäler
| Bezeichnung                           | Lage                                   | Baujahr                    | Beschreibung | Bild                           |
| ------------------------------------- | -------------------------------------- | -------------------------- | --- | ------------------------------ |
| Wohnhaus                              | Hauptstraße 10 Lage                    | Mitte des 19. Jahrhunderts | Fachwerkhaus eines Winkelhofs, Mitte des 19. Jahrhunderts                                                                             | BW                             |
| Wegekreuz                             | Hauptstraße, Ecke Im Backesgarten Lage | 1687                       | Balkenkreuz, bezeichnet 1687 | BW                             |
| Katholische Filialkirche St. Brigitta | Kapellenstraße Lage                    | 1826                       | dreiachsiger Saalbau, bezeichnet 1826                                                                                                 | weitere Bilder Fotos hochladen |
| Katholische Pfarrkirche St. Hubertus  | südöstlich des Ortes an der K 40 Lage  |                            | auch Kirche Hilgerath; mittelalterlicher Westturm, Saalbau 1803, 1950 erweitert; in der Außenwand Grabkreuze, 17. und 18. Jahrhundert | weitere Bilder Fotos hochladen |
| Wegekapelle                           | südöstlich des Ortes an der K 40 Lage  | 1907                       | neugotischer Backsteinbau, bezeichnet 1907, neugotischer Altar                                                                        | BW                             |